# بخش قلب
بخش قلب با نام اصلی قلب جدید (انگلیسی: New Heart, کره‌ای: 뉴하트؛ Nyu Hateu) یک مجموعه تلویزیونی کره جنوبی سال ۲۰۰۷ در ژانر پزشکی با بازی جی سونگ، کیم مین جونگ، چو جه هیون و لی جی هون است. این مجموعه به کارگردانی پارک هونگ-کیون و نویسندگی هوانگ اون-کیونگ، از ۱۲ دسامبر ۲۰۰۷ تا ۲۸ فوریه ۲۰۰۸، چهارشنبه و پنجشنبه‌ها ساعت ۲۱:۵۵ (کی‌اس‌تی) برای ۲۳ قسمت از ام‌بی‌سی پخش شد.

## خلاصه داستان
سریال دربارهٔ کارکنان یک بیمارستان که در آن دو تا پزشک به عنوان رزیدنت وارد بیمارستان بزرگ دانشگاه گوانگ هی می‌شوند و به عنوان پزشکان بخش جراحی قلب کار خود را شروع میکنند که بین آنها ها روابط عاطفی به وجود می آید و هر روز با یک داستان تازه کار پزشکی و مشکلات خود را پشت سر میگذارند.
در آنجا مدیر بخش قلب دکتر کانگ گوک چوی به عنوان یکی از اساتید این بیمارستان و جراح حرفه‌ای تمام تلاش و زندگی خود را در خدمت بیماران قرار میدهد اما روش او همواره مورد انتقاد پزشکان دیگر می‌باشد ...

## بازیگران

### بازیگران اصلی
- جی سونگ در نقش اون-سونگ[۲]
- کیم مین جونگ در نقش نام هه-سوک
- چو جه هیون در نقش چوی کانگ-گوک

### بازیگران مکمل
- لی جی هون در نقش لی دونگ-کوان
- جونگ هو-کون در نقش مین یونگ-کیو
- جانگ هیون-سونگ در نقش کیم ته-جون
- سونگ دونگ-ایل در نقش لی سونگ-جه
- لی کی-یونگ در نقش کیم جونگ-گیل
- جونگ دونگ-هوان در نقش پارک جه-هیون
- پارک کوانگ-جونگ در نقش کیم یونگ-هی
- پارک چول-مین در نقش به ده-رو
- کانگ جی-هو در نقش وو این-ته
- شین دونگ-می در نقش جو مین-آه
- کیم جون-هو در نقش سول ره-هیون
- جونگ کیونگ-سون در نقش جو بوک-گیل
- لی اونگ-کیونگ در نقش کیم هه-سوک
- لی چانگ-جو در نقش لی این-هو
- سون یو-اون در نقش چوی هیون-جونگ
- شین دا-اون در نقش کیم می-می

### سایر بازیگران
- جو میونگ-جین در نقش کیم جی-هیون
- جونگ چان در نقش هو ته-جین
- کیم هیه-اون در نقش یو هی-جین
- یو جونگ-سوک در نقش جه-سوب
- جانگ سه-یون در نقش پرستار
- لی سول-هی در نقش پرستار
- جونگ یی-دو در نقش مین-چول
- مین جی-اوه در نقش لی پیل-جو
- کیم یو-جونگ در نقش  یون-آه (مهمان)
- اون جی-ون در نقش (مهمان)
- ریو او-هیون

## جوایز و نامزدی‌ها
| سال  | مراسم جوایز                     | دسته                                                    | گیرنده          | نتیجه    |
| ---- | ------------------------------- | ------------------------------------------------------- | --------------- | -------- |
| ۲۰۰۸ | چهل و چهارمین جوایز هنری بکسانگ | بهترین بازیگر نقش اول مرد (تلویزیون)                    | چو جه هیون      | نامزدشده |
| ۲۰۰۸ | چهل و چهارمین جوایز هنری بکسانگ | بهترین کارگردان تازه‌کار (تلویزیون)                      | پارک هونگ-کیون  | نامزدشده |
| ۲۰۰۸ | چهل و چهارمین جوایز هنری بکسانگ | بهترین فیلم‌نامه (تلویزیون)                              | هوانگ اون-کیونگ | نامزدشده |
| ۲۰۰۸ | دومین جوایز درام کره            | جایزه برترین بازیگر نقش اول مرد                         | چو جه هیون      | نامزدشده |
| ۲۰۰۸ | بیست و هفتمین جوایز درام ام‌بی‌سی | جایزه برترین بازیگر نقش اول مرد                         | چو جه هیون      | برنده    |
| ۲۰۰۸ | بیست و هفتمین جوایز درام ام‌بی‌سی | جایزه برتر، بازیگر نقش اول مرد                          | جی سونگ         | نامزدشده |
| ۲۰۰۸ | بیست و هفتمین جوایز درام ام‌بی‌سی | جایزه بازیگری طلایی، بازیگر نقش اول مرد در یک مینی‌سریال | جی سونگ         | برنده    |
| ۲۰۰۸ | بیست و هفتمین جوایز درام ام‌بی‌سی | جایزه بازیگری طلایی، بازیگر نقش اول زن در یک مینی‌سریال  | کیم مین جونگ    | برنده    |
| ۲۰۰۸ | بیست و هفتمین جوایز درام ام‌بی‌سی | جایزه بازیگری طلایی بازیگر نقش مکمل مرد                 | پارک چول-مین    | برنده    |
| ۲۰۰۸ | بیست و هفتمین جوایز درام ام‌بی‌سی | درام مورد علاقه بینندگان سال                            | قلب جدید        | نامزدشده |

## پخش بین‌المللی
- این سریال در ژاپن در فوجی تی‌وی در سال ۲۰۱۰ به عنوان بخشی از شبکهٔ «جشنواره تابستانی هالیو آلفا» پخش شد.[۳]
- این سریال در تایلند در کانال ۷، از ۲۹ اکتبر ۲۰۱۰ تا ۹ دسامبر ۲۰۱۰ تحت عنوان P̄h̀ā rạk phis̄ūcn̒ h̄ạwcı (ผ่ารัก พิสูจน์หัวใจ) پخش شد.[۴]